# Chinesischer Talgbaum
Der Chinesische Talgbaum (Triadica sebifera) ist eine Pflanzenart in der Familie der Wolfsmilchgewächse (Euphorbiaceae). Er ist in Asien heimisch und kommt vor allem in der Volksrepublik China, Taiwan und Japan vor. Mittlerweile ist diese Art auch in den Vereinigten Staaten verbreitet, wo sie als invasive Pflanze angesehen wird.

## Beschreibung

### Vegetative Merkmale

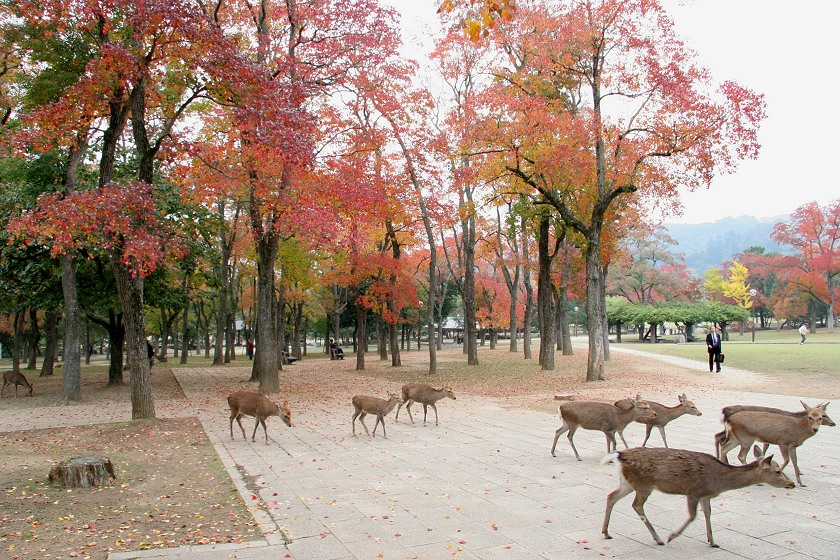
Triadica sebifera im Herbst (Japan)

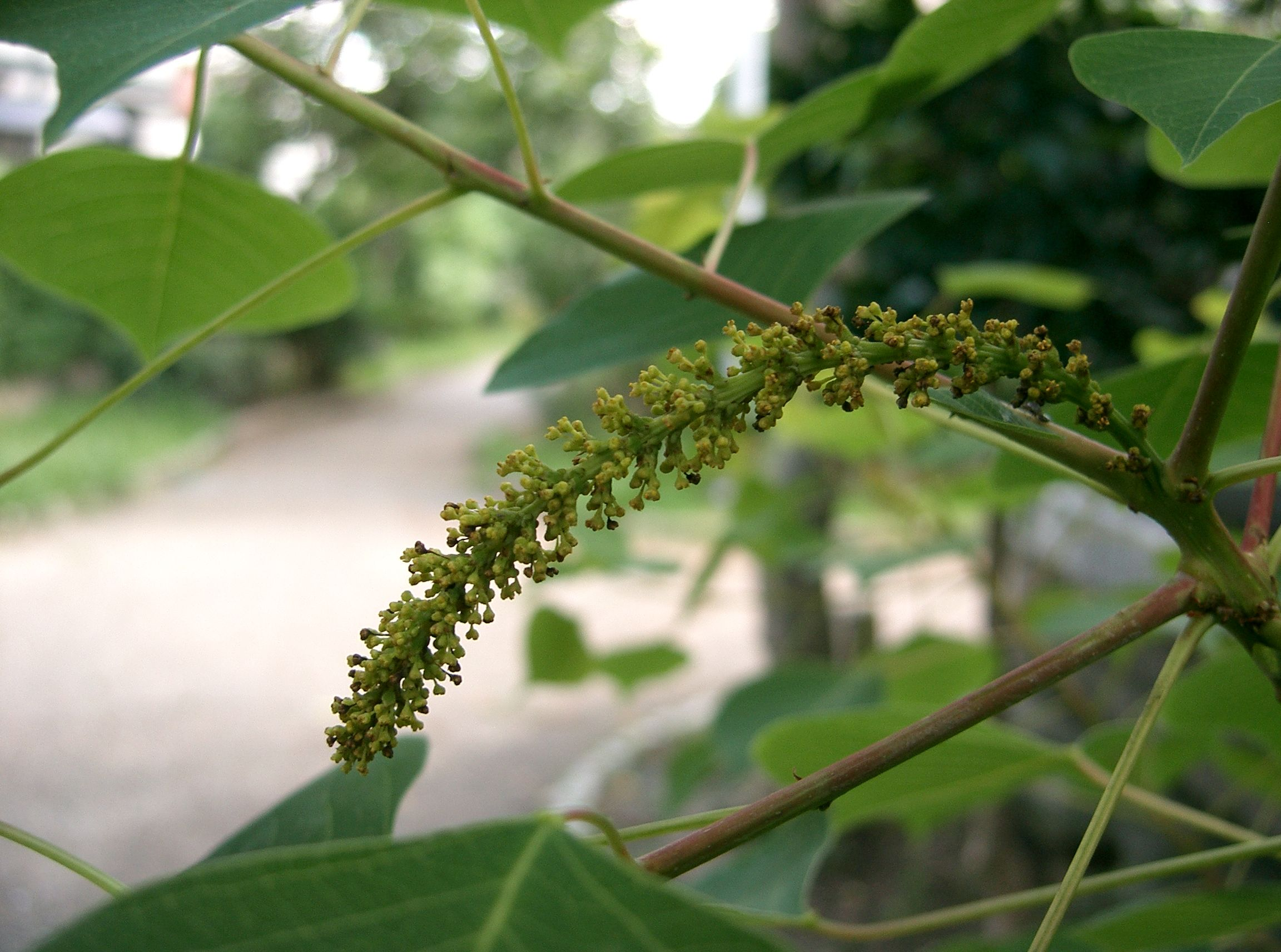
Blütenstand von Triadica sebifera

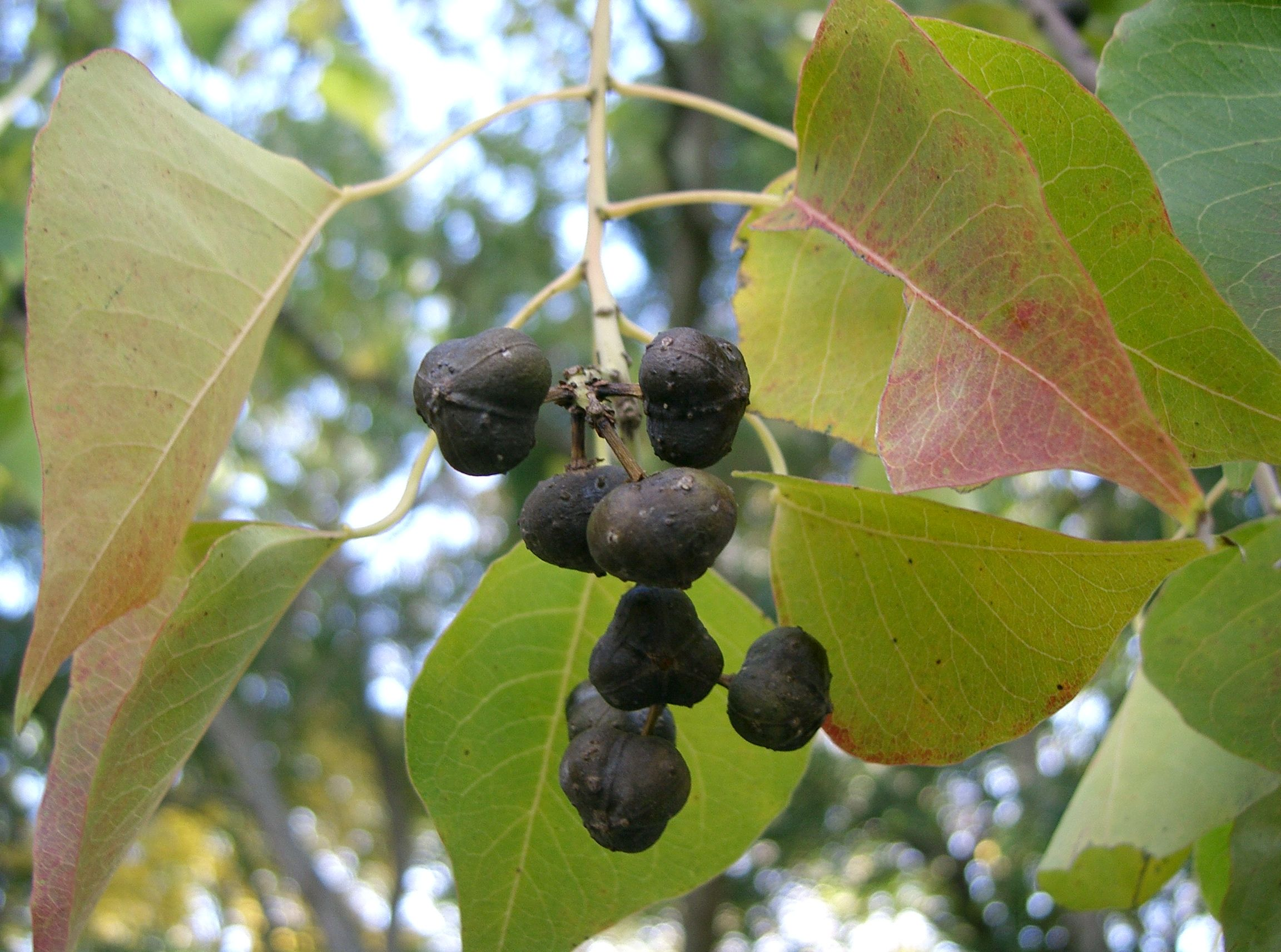
Fruchtstand mit dreifächrigen Kapselfrüchten

Triadica sebifera wächst als laubabwerfender Baum und erreicht Wuchshöhen von bis zu 15 m. Es ist ein weißer Milchsaft vorhanden. Alle Pflanzenteile sind unbehaart. Die Rinde ist anfangs dunkelgrün mit Längsstreifen, später hellbraun.
Die wechselständig an den Zweigen angeordneten Laubblätter sind in Blattstiel und Blattspreite gegliedert. Am 2,5 bis 6 cm langen Blattstiel befinden sich ein oder zwei Drüsen. Die einfache, meist rhombische bis breit eiförmige oder etwas herzförmige Blattspreite ist häutig, 3 bis 13 cm lang und 3 bis 9 cm breit mit einer breit gerundeten Basis und einem spitzen Ende. Es liegt Fiedernervatur mit sechs bis zwölf Seitennerven vor, wobei das unterste Blattnervenpaar den unteren Blattrand bildet, und die Mittelrippe etwas erhaben ist. Der Blattrand ist glatt. Die Nebenblätter sind 1 bis 1,5 mm lang. Die Herbstfärbung ist orange-rötlich.

### Generative Merkmale
Triadica sebifera ist einhäusig getrenntgeschlechtig (monözisch). Endständig werden 3 bis 35 cm lange einfache, traubenähnliche traubige, mehr oder weniger hängende (also kätzchenartige) Blütenstände gebildet. Im unteren Bereich des Blütenstandes sitzen weibliche im oberen Bereich männliche Blüten. Alle Tragblätter besitzen an ihrer Basis zwei große, fast nierenförmige Drüsen. Den kleinen, gelben, eingeschlechtigen Blüten fehlen immer Kronblätter und Diskus. In den Achsen von breit-eiförmigen, 1,5 bis 2 × 1,5 bis 2 mm großen Tragblättern stehen an 1 bis 4 mm langen, schlanken Stielen, in kleinen Bündeln 10 bis 15 männliche Blüten und drei ungleiche Deckblätter zusammen. Die männlichen Blüten besitzen becherförmig verwachsene häutige Kelchblätter und der Kelch ist nur undeutlich dreilappig oder gezähnt. Ein rudimentäres Gynoeceum fehlt. Die zwei bis drei Staubblätter überragen den Kelch. Die freien Staubfäden sind fast gleich lang wie die kugeligen Staubbeutel. Nur eine weibliche Blüte steht auf einem 2 bis 5 mm langen Stiel über einem dreiteiligen Tragblatt. Die weiblichen Blüten sind größer als die männlichen. Manchmal stehen auch einige männliche Blüten über dem gleichen Tragblatt. Bei den weiblichen Blüten ist der becherförmige Blütenkelch meist dreiteilig. Drei Fruchtblätter sind zu einem ei- bis kugelförmigen, glatten, dreifächerigen und oberständigen Fruchtknoten verwachsen. Jedes Fruchtknotenfach enthält nur eine Samenanlage. Die drei freien Griffel enden jeweils in einer zurückgebogen Narbe. Die Blütezeit reicht von April bis August.
Die Fruchtstände sind bis zu 28 cm lang. Die kugel-, birnenförmigen, dreifächerigen, anfänglich grünen Kapselfrüchte werden zur Reife schwärzlich, sie weisen einen Durchmesser von 11 bis 13 mm auf und enthalten drei Samen. Die 8 × 6 bis 7 mm großen, dunkelbraunen Samen sind von einem weißlichen, wachsigen Arillus bedeckt und besitzen ein hartes Exokarp und ein fleischiges Endosperm. Die Früchte reifen zwischen August und Dezember.
Der Chromosomensatz beträgt 2n = 44.

## Verwendung
In Asien wird der wachsartige Überzug der Samen (Stillingiaöl, Stillingiatalg oder Pflanzen-, Chinesischer Talg) zur Herstellung von Kerzen und Seife verwendet. Die Blätter werden in der Medizin zur Behandlung von Furunkeln eingesetzt. Der Saft und die Blätter der Pflanze gelten als giftig. Die Epitheta sebifera und sebiferum bedeuten wachshaltig und beziehen sich auf das Wachs, das die Samen überzieht.
Die Pflanze kann zur Produktion von Biodiesel verwendet werden und gilt als die drittertragsreichste Öl-produzierende Pflanze nach Algen und Ölpalmen.

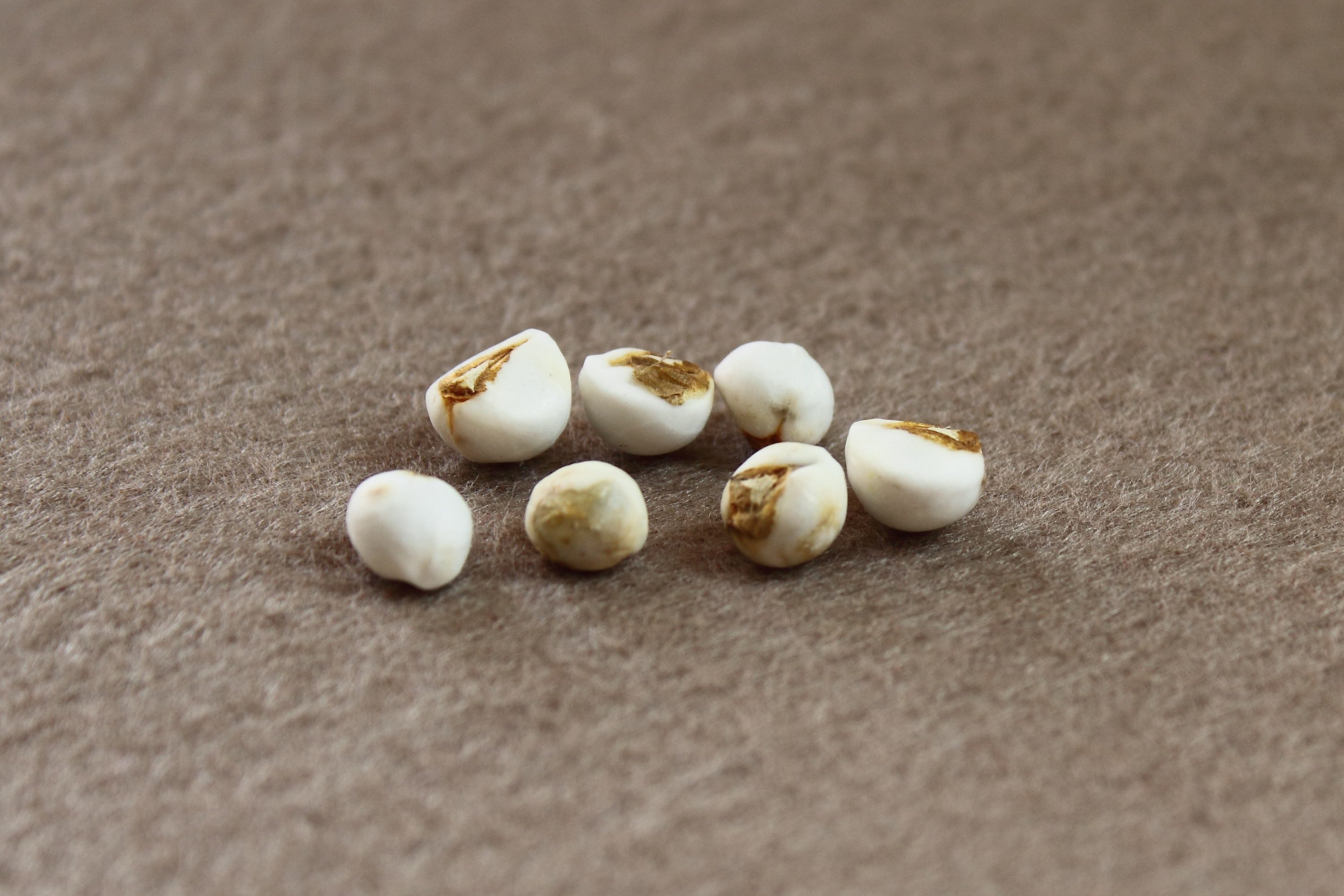
Samenkerne mit weißlichem Arillus von Triadica sebifera

Das Wachs der Samen, im chemischen Sinne ein Triglycerid, wird durch Kochen der Samen in heißem Wasser gewonnen. Das Wachs schwimmt dabei auf der Oberfläche und wird dort abgeschöpft. Obwohl andere Teile der Pflanze giftig sind, ist das Wachs ungiftig und kann als Pflanzenöl zum Kochen benutzt werden.
Aus den Blättern kann ein dunkler Farbstoff gewonnen werden.
Der Pflanzennektar ist ebenfalls ungiftig. Die Pflanze ist daher bei Imkern als Honigpflanze beliebt. Der daraus gewonnene Honig gilt jedoch als niederqualitativ und wird als Bäckereihonig genutzt. Die Pflanze gilt auch als ergiebig, nachdem die Blütezeit anderer Pflanzen vorbei ist.
Der frostharte Chinesische Talgbaum gilt als dekorativ, schnell wachsend und schattenspendend. In Gegenden mit hohen saisonalen Temperaturunterschieden weist er im Herbst ein farbenprächtiges Laub auf.

## Verbreitung und Lebensraum
Die natürliche Heimat von Triadica sebifera liegt auf Taiwan und den südlichen Teilen Japans und Chinas (von Yunnan und Hainan bis Gansu, Shandong und Henan). Sie gedeiht in vielen Waldtypen und auf unterschiedlichen Böden von trockenen bis feuchten Bedingungen und toleriert sogar kurzzeitige Überflutungen. Sie erreicht Höhenlagen von bis zu etwa 1700 Meter.

Verbreitung in den Vereinigten Staaten

Triadica sebifera wurde von Benjamin Franklin in den Südstaaten der USA eingeführt und ist verwildert. Sie wächst gut auf verlassenem Farmland, wo sie teilweise Dominanzbestände bildet. Sie gilt in weiten Teilen der USA als invasive Pflanze.
Auch die Europäische Union hat die Art im Jahr 2019 auf die Liste invasiver gebietsfremder Arten von unionsweiter Bedeutung gesetzt.

## Systematik
Diese Art wurde 1753 von Carl von Linné als Croton sebifer oder Croton sebiferum in Species Plantarum, 2, 1004 erstveröffentlicht. Der heute gültige botanische Name Triadica sebifera wurde 1913 von John Kunkel Small in Florida Trees, 59 veröffentlicht. Diese Art wurden oft von einer zur anderen Gattung verschoben und so gibt es eine Vielzahl von Synonymen. Weitere Synonyme sind: Excoecaria sebifera (L.) Müll.Arg., Sapium chihsinianum S.K.Lee,  Sapium pleiocarpum Y.C.Tseng, Sapium sebiferum (L.) Roxb., Sapium sebiferum var. cordatum S.Y.Wang, Sapium sebiferum var. dabeshense B.C.Ding & T.B.Chao, Sapium sebiferum var. multiracemosum B.C.Ding & T.B.Chao, Sapium sebiferum var. pendulum B.C.Ding & T.B.Chao, Triadica sinensis Lour., Stillingia sebifera (L.) Michx., Stillingia sinensis (Lour.) Baill.